# سیارک ۹۷۹

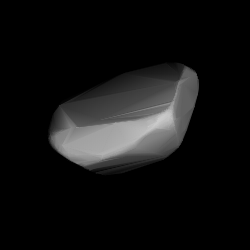
مدل سه‌بُعدی سیارک ۹۷۹ بر طبق منحنی نور آن

سیارک ۹۷۹ (به انگلیسی: 979 Ilsewa، نامگذاری:1922MC) نهصد و هفتاد و نهمین سیارک کشف شده‌است که در ۲۹ ژوئن ۱۹۲۲ و در هایدلبرگ کشف شد.
قدر مطلق سیارک برابر ۹٫۸۰ است.